# Саргіс I Джакелі
Саргіс I Джакелі (груз. სარგის I ჯაყელი; д/н — 1285) — 1-й мтаварі Самцхе (Месхетії) у 1268—1285 роках.

## Життєпис
Його прадідом був Боцо Джакелі, 1-й еріставі Самцхе, який повстав проти грузинської цариці Тамари на користь Юрія Андрійовича. Онук Іване, еріставі й спаласара Самцхе, що боровся проти монгольської навали. Його батьком був Бекі, який загинув у битві з монголами в 1220 році. З початку 1240-х років Саргіс брав участь у походах свого діда. 1245 року відзначився в битві проти Конійського султанату, якому завдано поразки. Сарпгіс із братом Іване очолив переслідування ворога, захопивши згодом міста Мармовані, Олту, Вашловані, Байбурт.
1247 року після смерті діда Іване стає спаласаром Самцхе. Був вірним слугою грузинського царя Давида VII. Брав участь у антимонгольському повстанні 1260 року. У грудні того ж року командуючи армією з 8 тис. вояків, Саргіс. Йому протистояв Аргун-ака на чолі 20 тис. монголів. Бої точилися біля Ташіскарі і Ахалдабі. Спочатку 1,5-тисячне грузинське військо завдало поразки 6-тисячній армії ворога. Але потім Саргіс припустився помилки, вийшоввши зБоржомської ущелини на відкритий простір, внаслідок чого зазнав поразки. Проте зміг вправно відступити до Ацкурі, де перебував цар. У 1261 році відбив напада монголів на свою родову фортецю Ціхісджвар. Згодом Давид VII і Саргіс знайшли притулок у Давида VI, царя Західної Грузії.
У 1262 році Саргіс супроводжував Давида VII в його подорожі до двору ільхана Хулагуа За деякими повідомленнями він визнав себе винним у заколоті, щоб врятувати царя від гніву хана, пославшись на корупцію податківців ільхана як привід. Отримавши прощення, доєднався до війська ільхана проти Берке, хана Золотої Орди. Відповідно до грузинських джерел врятував життя Хулагу під час битви. Хан вирішив винагородити Саргіса за службу, подарувавши йому місто Карін. Факт наданої йому почесті в свою користь використовували грузинські вороги Саргіса, які зуміли переконати царя Давида VII в зраді Джакелі. Саргіс був схоплений й запроторений до в'язницю в Тбілісі, але швидко звільнений завдяки втручанню ільхана.
Відчувши себе зрадженим, Саргіс розірвав зв'язки з тбіліським двором, залишившись вірним васалом ільхана, отримавши 1266 року від Хулагу для своїх володінь статус інджія, тобто «коронної землі», тобто Самцхе стало фактично незалежним від грузинського царя і був поставлений під прямий сюзеренітет ільхана. Але за нового царя Деметре II відновив дружні відносини, діставши посаду мечурчлетухуцесе (верховного скарбничого).
Перед смертю Саргіс I Джакелі прийняв чернецтво під ім'ям Саба, померши 1285 року в монастирі Сапара. Йому спадкував син Бека I Джакелі.